# Dos Palos
Dos Palos – miasto w Stanach Zjednoczonych, w stanie Kalifornia, w hrabstwie Merced.